# Tuomas Grönman (biathlon)
Tuomas Grönman, né le 19 septembre 1991 à Kouvola, est un biathlète Finlandais.

## Carrière
D'abord fondeur, il court sur quelques compétitions internationales de la FIS dès 2009, mais sans obtenir de résultat significatif.
Membre du Kontiolahden Urheilijat, il devient actif en compétition internationale 
dans le biathlon à partir de 2014, où il court Les Championnats d'Europe. 
Il est appelé pour sa première course en Coupe du monde en décembre 2014, à Hochfilzen. En 2015, il est présent pour les Championnats du monde de Kontiolahti en Finlande. En 2016, il est champion du monde de biathlon d'été au relais mixte, avec Olli Hiidensalo, Mari Eder et Kaisa Makarainen. En ouverture de la saison 2016-2017, il se place vingtième de l'individuel d'Östersund, lui apportant ses premiers points en Coupe du monde.
Il participe aux Jeux olympiques d'hiver de 2018, où il est 45e du sprint, 55e de la poursuite et 48e de l'individuel. Il court ses ultimes Championnats du monde en 2019, où il figure deux fois dans le top 40.

## Palmarès

### Jeux olympiques
| Épreuve / Édition                | Individuel | Sprint | Poursuite | Mass start | Relais | Relais mixte |
| Jeux olympiques 2018 PyeongChang | 48e        | 45e    | 55e       | —          | —      | —            |

Légende :
- — : non disputée par Grönman

### Championnats du monde
| Épreuve / Édition         | Individuel | Sprint | Poursuite | Mass start | Relais | Relais mixte | Relais mixte simple              |
| Mondiaux 2015 Kontiolahti | —          | 103e   | —         | —          | 13e    | —            | Épreuve inexistante à cette date |
| Mondiaux 2016 Oslo        | 88e        | 89e    | —         | —          | 19e    | 18e          | Épreuve inexistante à cette date |
| Mondiaux 2017 Hochfilzen  | —          | 66e    | —         | —          | 20e    | 10e          | Épreuve inexistante à cette date |
| Mondiaux 2019 Östersund   | 78e        | 37e    | 40e       | —          | 17e    | —            | —                                |

Légende :
- — : non disputée par Grönman
- : pas d'épreuve

### Coupe du monde
- Meilleur classement général : 74e en 2017.
- Meilleur résultat individuel : 20e.

#### Classements en Coupe du monde
| Année     | Classement général final | Sprint | Poursuite | Individuel | Mass start |
| 2016-2017 | 74e                      | -      | -         | 31e        | -          |
| 2017-2018 | 78e                      | 67e    | -         | -          | -          |
| 2018-2019 | 91e                      | 82e    | 69e       | -          | -          |

### Championnats du monde de biathlon d'été
- Médaille d'or du relais mixte en 2016 à Otepää.